# Брюксел (булевард в София)
Вижте пояснителната страница за други значения на Брюксел.
„Брюксел“ е булевард в район „Искър“, Източна София, свързващ Летище София с булевард „Цариградско шосе“, като върви успоредно на бул. „Христофор Колумб“.
Простира се на протежение от 3,5 километра, по-голямата част (2,9 км) от което представлява естакада, известна като естакада за летището. Булевардът започва с естакадата от бул. „Христофор Колумб“ при спускането му от кръстовището „7-и километър“ (с бул. „Цариградско шосе“), която продължава над жилищния комплекс „Дружба - 1“ и после като граница между източната индустриална зона на район „Слатина“ и северната индустриална зона на район „Искър“, като минава:
- преди жилищната зона – над бул. „Професор Цветан Лазаров“ и после над ул. „Капитан Димитър Списаревски“;
- след жилищната зона – над булевардите „Асен Йорданов“ на запад и продължението му „Искърско шосе“ на изток;
- между индустриалните зони – над железопътната линия София – Пловдив.

От естакадата накрая се отделя скоростно отклонение към Терминал 2 на летището (също с естакада), а бул. „Брюксел“ продължава по наземен път до Терминал 1.
Булевардът е реконструиран основно през 2010 г. Строителните работи по обекта са изпълнени за 122 дни. Стойността на ремонта на бул. „Брюксел“ е 16,19 млн. лева. При реконструкцията е изградена и първата в България шумоизолираща стена – от 2-те страни на естакадата на булеварда. Обектът е пуснат отново в експлоатация на 28 ноември 2010 г. – 9 дни преди договорения срок.

## Обекти
Край бул. „Брюксел“ или наблизо се намират следните обекти (от север на юг):
- Митница „Летище София“
- Терминал 1 на летище София
- централата на „Ръководство на въздушното движение“
- „Държавна печатница“